# Linia kolejowa nr 775
Linia kolejowa 775 – obecnie (2025) nieczynna, pierwszorzędna, jednotorowa, niezelektryfikowana linia kolejowa łącząca dawny posterunek odgałęźny Jezierzany i stację Miłkowice.